# Campoo de Enmedio
Campoo de Enmedio település Spanyolországban, Kantábria autonóm közösségben. Campoo de Enmedio Hermandad de Campoo de Suso, Santiurde de Reinosa, Campoo de Yuso, Las Rozas de Valdearroyo, Valdeprado del Río, Valdeolea és Reinosa községekkel határos. Lakosainak száma 3736 fő (2024).

## Népesség
A település népessége az elmúlt években az alábbi módon változott:
| Lakosok száma | 4002 | 3959 | 3902 | 3811 | 3798 | 3795 | 3757 | 3714 | 3704 | 3736 |
|               | 2001 | 2004 | 2007 | 2009 | 2012 | 2014 | 2017 | 2019 | 2022 | 2024 |